# Shingo Katayama
Shingo Katayama (jap. 片山 晋呉, Katayama Shingo; * 31. Januar 1973 in der Chikusei, Präfektur Ibaraki, Japan) ist ein japanischer Profigolfer der Japan Golf Tour.
Er wurde 1995 Berufsgolfer und spielt seit 1997 regelmäßig auf der Japan Golf Tour, wo er 2000, 2004, 2005, 2006 und 2008 die Geldranglistenwertung gewinnen konnte, bislang 26 Turniersiege feierte, und über 1,4 Mrd. Yen an Preisgeldern erspielte.
Katayama hat auch an mehreren Majors und Veranstaltungen der höchstdotierten World-Golf-Championships-Turnierserie teilgenommen. Seine besten Ergebnisse waren jeweils ein vierter Platz bei der PGA Championship des Jahres 2001 und beim Masters 2009. In der Golfweltrangliste hat Katayama die Top 50 erreicht.
Wegen seines auffälligen Cowboyhuts, den er stets bei seinen Turnierauftritten trägt, wird er „Cowboy Shingo“ genannt.